# ریور وود، نیو ساوت ولز
ریور وود (به انگلیسی: Riverwood) یک حومه شهر در استرالیا است که در نیو ساوت ولز واقع شده‌است.